# Osmanischer Prunkhelm
Ein Osmanischer Prunkhelm, persisch Kulah-Khud oder Chichak, ist eine Schutzwaffe aus dem osmanischen Reich.

## Beschreibung
Ein Osmanischer Prunkhelm besteht in der Regel aus Stahl, manche Modelle wurden aus Damaszenerstahl gearbeitet. Er ist entweder aus einem Stück oder aus zwei Hälften getrieben und in glatter, turbanförmiger oder geriffelter Form gestaltet. Die Helmglocke läuft nach oben hin mehr oder weniger spitz zu und ist mit einem zwiebelförmigen Abschlussstück versehen. An den Seiten und hinten sind Wangenklappen und ein Nackenschutz angebracht, die Gesicht und Nacken vor Schlägen schützen sollen. Als Visier dient eine mehr oder weniger breite verstellbare Schiene, die an der Helmvorderseite angebracht ist. Diese Schiene kann mit Hilfe einer Flügelschraube bei Bedarf vor das Gesicht oder aus dem Gesicht zum Helm hinauf verschoben werden. Am unteren Helmrand ist oft ein Kettenpanzer angebracht, der bis auf die Schultern des Trägers herabfällt. Er dient dazu, den Hals zu schützen. Auf der Vorderseite ist manchmal eine Art Schild angebracht, der vor Blendung durch die Sonne schützen soll. Die Helmoberfläche ist meistens mit goldenen Einlegearbeiten (Intarsien) oder Vergoldungen verziert, die in der Regel Textabschnitte (Suren) aus dem Koran wiedergeben. Oft sind auch noch weitere goldene Dekorationen angebracht. Diese Art der Helme dienten mit hoher Wahrscheinlichkeit als Paradehelme, die zu einer passenden, ebenso gearbeiteten Rüstung getragen wurden. Sie wurden oft für hohe Militärs und Beamte angefertigt, was an der prunkvollen Ausstattung zu erkennen ist. Die Helme für einfache Soldaten oder Helme, die zum Kampf dienten, sind wesentlich einfacher gefertigt. Es gibt verschiedene Versionen dieser Helme. Der hier Beschriebene stammt aus dem Besitz des Sultans Süleyman I., auch genannt „der Prächtige“ (1496–1566). Die Bezeichnung „Kulah-Khud“ bezieht sich auf viele Helmarten aus dem osmanischen Reich, Indien und dem Perserreich.